# San José de Bácum
San José de Bácum es un pueblo del municipio de Bácum ubicado en el sur del estado mexicano de Sonora en la zona del valle del Yaqui, cercano a la afluencia del río Yaqui. El pueblo es la tercera localidad más habitada del municipio, ya que según los datos del Censo de Población y Vivienda realizado en 2020 por el Instituto Nacional de Estadística y Geografía (INEGI), San José de Bácum tiene un total de 4,312 habitantes. Fue fundado el 22 de febrero de 1939 como un ejido, y no se publicó su concesión de tierras hasta el 7 de mayo de 1942, beneficiándose del lugar 339 campesinos capacitados con un total de más de 2,347 hectáreas para uso de agricultura.

## Geografía
San José de Bácum se encuentra ubicado bajo las coordenadas geográficas 27°30'51" de latitud norte y  110°08'33" de longitud oeste del meridiano de Greenwich, a una elevación media de 22 metros sobre el nivel del mar, y está asentado en las zonas bajas y planas del valle del Yaqui. Su zona urbana ocupa un área de 1.48 kilómetros cuadrados.

## Demografía
De acuerdo a los datos del Censo de Población y Vivienda realizado en 2020 realizado por el Instituto Nacional de Estadística y Geografía (INEGI), el pueblo tiene un total de 4312 habitantes, de los cuales 2165 son hombres y 2147 son mujeres. En 2020 había 1599 viviendas, pero de estas 1305 viviendas estaban habitadas, de las cuales 508 estaban bajo el cargo de una mujer. Del total de los habitantes, solo 14 personas mayores de 3 años (0.32% del total) habla alguna lengua indígena; mientras que 16 habitantes (0.37%) se consideran afromexicanos o afrodescendientes.
El 84.97% de sus pobladores pertenece a la religión católica, el 7.12% es cristiano evangélico/protestante o de alguna variante mientras que el 7.77% no profesa ninguna religión.

### Educación y salud
Según el Censo de Población y Vivienda de 2020; 17 niños de entre 6 y 11 años (0.39% del total), 17 adolescentes de entre 12 y 14 años (0.39%), 164 adolescentes de entre 15 y 17 años (3.8%) y 157 jóvenes de entre 18 y 24 años (3.64%) no asisten a ninguna institución educativa. 91 habitantes de 15 años o más (2.11%) son analfabetas, 113 habitantes de 15 años o más (2.62%) no tienen ningún grado de escolaridad, 331 personas de 15 años o más (7.68%) lograron estudiar la primaria pero no la culminaron, 114 personas de 15 años o más (2.64%) iniciaron la secundaria sin terminarla, teniendo el pueblo un grado de escolaridad de 9.35.
La cantidad de población que no está afiliada a un servicio de salud es de 803 personas, es decir, el 18.62% del total, de lo contrario el 81.19% sí cuenta con un seguro médico ya sea público o privado. Con datos del mismo censo, 271 personas (6.28%) tienen alguna discapacidad o límite motriz para realizar sus actividades diarias, mientras que 54 habitantes (1.25%) poseen algún problema o condición mental.

### Instituciones educativas
En 2005 había 4 centros educativos registrados en el pueblo:
- El jardín de niños "Ovidio Declory", de carácter público administrado por el gobierno federal;[9]
- La escuela primaria "General Román Yocupicio", pública estatal;[10]
- La escuela primaria "José María Morelos y Pavón", pública federal;[11]
- La escuela secundaria técnica #15, pública federal.[12]

### Población histórica
Evolución de la cantidad de habitantes desde el evento censal del año 1940:
| Año           | 1940 | 1950  | 1960  | 1970  | 1980  | 1990  | 1995  | 2000  | 2005  | 2010  | 2020  |
| Población     | 838  | 1,406 | 2,798 | 3,934 | 4,921 | 3,933 | 4,107 | 3,884 | 3,882 | 4,318 | 4,312 |
| Fuente: INEGI |      |       |       |       |       |       |       |       |       |       |       |

## Gobierno
Véase también: Gobierno del Municipio de Bácum
San José de Bácum es una de las 194 localidades que conforman el Municipio de Bácum, su sede de gobierno se encuentra en la cabecera municipal, en el pueblo de Bácum, cuyo ayuntamiento se encuentra integrado por un presidente municipal, un síndico y el cabildo formado por seis regidores, cuatro electos por mayoría relativa y dos por el principio de representación proporcional, todos son electos para un periodo de tres años no reelegibles para el periodo inmediato pero sí de forma no continua, comenzando su periodo el día 16 de septiembre del año de su elección.